# Alexander Andrejewitsch Petrow (Schauspieler)

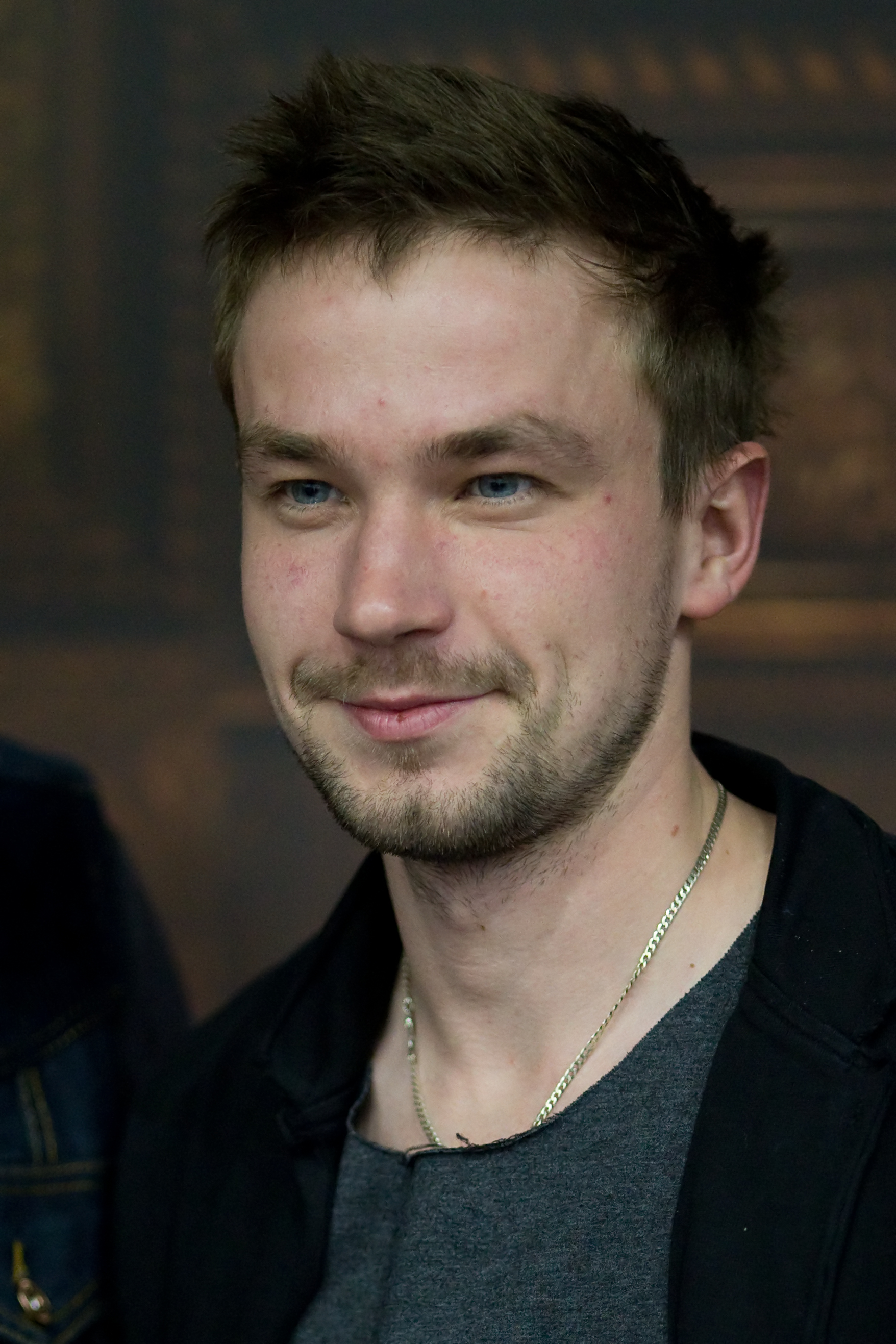
Alexander Petrow (2017)

Alexander Andrejewitsch Petrow (russisch Александр Андреевич Петров; * 25. Januar 1989 in Pereslawl-Salesski, Oblast Jaroslawl) ist ein russischer Schauspieler.

## Leben
2012 schloss Petrow sein Schauspielstudium an der Russischen Akademie für Theaterkunst (GITIS) ab und war anschließend unter anderem an den Moskauer Theatern Et cetera und Jermolowa-Theater tätig.
In der Fernsehserie VIP-Polizist spielte Petrow den jungen Ermittler und Draufgänger Grischa Ismajlow, der für Schutz und Ordnung im Luxusviertel Rubljowka zuständig ist. 2017 spielte er eine der Hauptrollen in Fjodor Bondartschuks Science-Fiction-Film Attraction. 2019 spielte er die Hauptrolle, Strelzow, im gleichnamigen Film. Auch in der Trilogie um den russischen Schriftsteller Nikolai Gogol übernahm er in den Jahren 2017 bis 2019 die Titelrolle.
2019 wurde er mit dem russischen Filmpreis Goldener Adler ausgezeichnet.

## Privates
Von 2015 bis 2019 war Petrow mit der russischen Schauspielerin Irina Starschenbaum liiert. Seit 2019 ist er mit der Schauspielerin Stasja Miloslawskaja zusammen.

## Filmografie (Auswahl)
- 2013: Sommerferien (Летние каникулы)
- 2015: Farza (Фарца; Fernsehserie, 8 Folgen)
- 2015: Die Methode (Метод; Fernsehserie, 11 Folgen)
- 2015: Sparta (Ѕпарта; Fernsehserie, 8 Folgen)
- 2016–2018: VIP-Polizist[8] (Полицейский с Рублёвки; Filmreihe)
- 2017: Attraction (Притяжение)
- 2017: Eclipse – Kampf der Magier (Затмение)
- 2017: Chroniken der Finsternis – Teil 1: Der schwarze Reiter (Гоголь. Начало)
- 2018: Chroniken der Finsternis – Teil 2: Der Dämonenjäger(Гоголь. Вий)
- 2018: Chroniken der Finsternis – Teil 3: Blutige Rache (Гоголь. Страшная месть)
- 2018: Immer, wenn du bei mir bist
- 2018: T-34 (Т-34)
- 2019: Gogol (Гоголь; Fernsehserie, 8 Folgen)
- 2019: Anna
- 2019: Der Held (Герой)
- 2019: Text (Текст)
- 2019: Strelzow (Стрельцов)
- 2020: Attraction 2 – Invasion (Вторжение)
- 2023: The Palace
- 2023: Naughty - Entfesselte Lust (Непослушная)
- 2024: Hundert Jahre voraus (Сто лет тому вперёд)

## Auszeichnungen (Auswahl)
- 2018: GQ: Mann des Jahres in zwei Kategorien, „Schauspieler des Jahres“ und „L’art de vivre“[9]
- 2019: Goldener Adler (beste männliche Rolle im Fernsehen, Fernsehserie Sparta)